# ULAS J1120+0641
ULAS J1120+0641 è un quasar, la cui scoperta è stata segnalata il 29 giugno 2011. Con un valore di spostamento verso il rosso di oltre 7, equivalente ad una distanza comovente di 28,85 miliardi di anni luce, si tratta del quasar più distante conosciuto.
Il quasar si formò 770 milioni di anni dopo il Big Bang, circa 13 miliardi di anni fa, e la sua luminosità intrinseca, generata da un buco nero supermassiccio presente al suo interno, è stimata essere di circa 6.3×1013 volte quella del Sole.